# Sophie Viger
Sophie Viger, née en 1973, est une développeuse indépendante, professeure de programmation informatique et directrice d'établissement d'enseignement supérieur française. 
Depuis octobre 2018, elle est directrice de l'école 42.

## Biographie
Sophie Viger se passionne dès l’enfance pour l’univers de la science-fiction et des jeux vidéo. À sept ans, elle découvre l’informatique à travers l’ordinateur Sinclair ZX81 offert à ses frères, puis suit ses premiers cours de Basic à l’école à l’âge de dix ans.
Après son bac au lycée Jules-Ferry, elle passe un DEUG de biologie à l’Université Pierre-et-Marie-Curie en 1993, puis une maîtrise de musicologie, option informatique à la Sorbonne en 1998. Elle suit ensuite une formation de concepteur-réalisateur multimédia et se découvre une vocation pour l’enseignement de la programmation.

## Carrière professionnelle
Sophie Viger commence à travailler à 23 ans en tant que développeuse indépendante et intervenante dans des écoles d’informatique. Elle devient ensuite directrice d’un laboratoire d’ergonomie et veille technologique (Think For), puis d’une équipe commerciale (RMA) avant de s’arrêter trois ans à partir de 2004 pour s’occuper à temps plein de sa fille qui vient de naître.
Elle lance en 2007 ONG-TV, une plateforme de publication de vidéos pour les organisations non gouvernementales afin de leur permettre de valoriser leurs actions auprès des donateurs et bailleurs de fonds. Elle occupe en même temps le poste de directrice pédagogique de l’IESA Multimédia de janvier 2008 à décembre 2012.
En 2013, sa carrière prend une nouvelle dimension lorsqu’elle est choisie pour diriger la Web@cadémie, un établissement privé d'autoformation créé par l’école Epitech et l'association Zup de Co où elle créera une promotion exclusivement composée de jeunes filles pour féminiser la profession. L’année suivante, elle est chargée d’organiser le Samsung Campus et en 2015 de diriger la Coding Academy.
En octobre 2018, Sophie Viger est nommée directrice générale de 42, succédant au cofondateur Nicolas Sadirac.
Sous sa direction, plusieurs changements notables sont mis en œuvre, notamment la suppression de la limite d'âge d'admission, auparavant fixée à 30 ans. Elle engage également l'école dans une politique en faveur de la mixité : le pourcentage de femmes dans l'établissement passe de 14 % à son arrivée en 2018 à 32 % en 2022 .
Le 18 juin 2019, elle annonce l'expansion internationale de l'école avec la création d'un réseau de 20 campus à l’international. Ce réseau s'étend considérablement pour atteindre, en décembre 2022, 47 campus répartis dans 26 pays.
Sophie Viger est membre du conseil féminin de l'association #JamaisSansElles, qui promeut la mixité dans les milieux professionnels. En 2016, avant sa nomination à 42, elle crée la première formation au développement informatique intitulée "ambition féminine", composée à 80% de femmes. Elle occupe également des fonctions d'administratrice au sein du Learning Planet Institute et de l'entreprise Shark Robotics.
À travers ses actions,  42 s'est positionnée parmi les formations en informatique les plus recherchées, tant par les femmes que par les hommes. L'établissement a été reconnue première formation sur le plan éthique par le WURI Ranking trois années consécutives (2022, 2023 et 2024).

## Distinctions
Le magazine Forbes sélectionne Sophie Viger dans sa liste des 40 Françaises qui comptent en 2019 car elles « incarnent l’excellence, l’avenir et la passion d’entreprendre. »
L'association StartHer, qui propose le baromètre des levées de fonds réalisées par des femmes, la liste parmi les dix femmes de la Tech à suivre en 2019. 
 Chevalière de l'ordre national du Mérite. Le 22 mars 2022, elle est décorée de la médaille de chevalier de l'ordre national du Mérite.
Le magazine Forbes France, avec L’Oréal Paris, a sélectionné Sophie Viger parmi les "50 Over 50 qui font bouger les lignes", "des femmes influentes, engagées, visionnaires – récompensées pour leur talent, leur impact et leur audace" 